# Лончна (гмина)
Лончна (пол. Łączna) — сельская гмина (волость) в Польше, входит как административная единица в Скаржиский повет, Свентокшиское воеводство. Население — 5239 человек (на 2006 год).

## Демография
| Перепись                       | Всего   | Всего | Женщины | Женщины | Мужчины | Мужчины |
| ------------------------------ | ------- | ----- | ------- | ------- | ------- | ------- |
| Единицы                        | человек | %     | человек | %       | человек | %       |
| Население                      | 5259    | 100   | 2619    | 49,8    | 2640    | 50,2    |
| Плотность населения (чел./км²) | 85,1    | 85,1  | 42,4    | 42,4    | 42,7    | 42,7    |

## Соседние гмины
1. Гмина Ближын
2. Гмина Бодзентын
3. Гмина Маслув
4. Гмина Сухеднюв
5. Гмина Загнаньск